# Konrad von Querfurt († 1202)

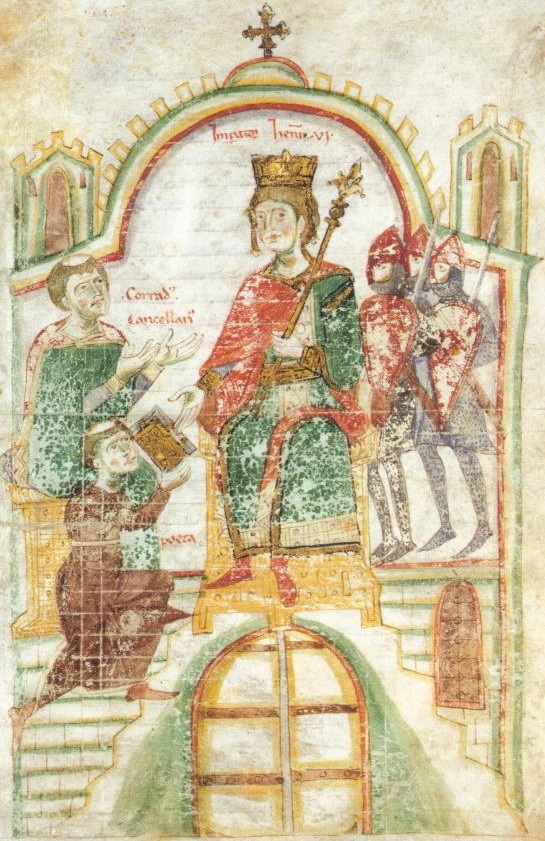
Der Dichter, begleitet vom Kanzler Konrad von Querfurt, überreicht dem Kaiser Heinrich VI. das Werk

Konrad von Querfurt (* um 1160; † 3. Dezember 1202 in Würzburg) war ein bedeutender Kirchenfürst des späten 12. Jahrhunderts. Er war Bischof von Hildesheim (1194–1199) und Bischof von Würzburg (1198–1202) und diente zwei Königen als Reichskanzler (1194–1201).

## Leben

### Herkunft und Aufstieg
Konrad war ein Sohn des Magdeburger Burggrafen Burchard II. aus dem Hause Querfurt und der Mathilde von Gleichen, einer Tochter von Graf Lambert I. zu Tonna.
Konrad besuchte die Domschule in Hildesheim und studierte später mit Lothar von Segni, dem späteren Papst Innozenz III., in Paris. 1182 erhielt er eine Domherrenstelle in Magdeburg; 1188 wurde er Mitglied der königlichen Kapelle und Propst in Goslar. 1190 wurde er Propst in Magdeburg und 1194 am Marienstift in Aachen.

### Kanzler Heinrichs VI.

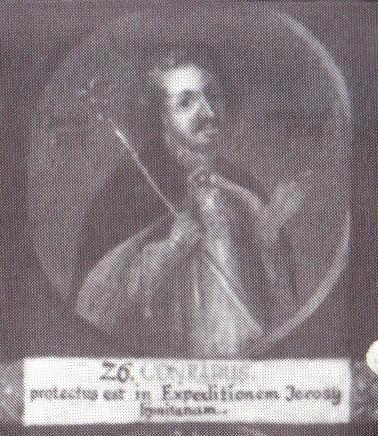
Konrad als 26. Bischof von Hildesheim auf einem Gemälde mit Medaillondarstellungen aller Hildesheimer Bischöfe bis zum Ende des 18. Jahrhunderts; lateinische Inschrift: „Er brach zum Kreuzzug nach Jerusalem auf.“

Auf dem Sizilienzug Heinrichs VI. im Jahre 1194 starb dessen Kanzler Sigelo und Konrad, einst einer der Erzieher des Kaisers, wurde zum Nachfolger ernannt. Im folgenden Jahr wurde Konrad auch zum Bischof von Hildesheim gewählt.
1196 ernannte ihn der Kaiser zum Generallegaten für Apulien, Italien und Sizilien. Bei der Durchsetzung der staufischen Herrschaft in Süditalien und Sizilien spielte er eine maßgebliche Rolle. Auf seine Veranlassung hin verfasste Petrus de Ebulo seinen Liber ad honorem Augusti sive de rebus Siculis, jenes bebilderte Versepos, in dem die Ereignisse dargestellt und die Verdienste Konrads entsprechend gewürdigt werden (vgl. die Illustrationen in der einzigen Handschrift Bern, Burgerbibliothek Codex 120 II, fol. 139r; fol 144r; fol. 145r).

### Kreuzzug
Im Jahre 1197 war Konrad zusammen mit Heinrichs Reichsmarschall Heinrich von Kalden einer der Führer des sogenannten Deutschen Kreuzzugs. Während der Belagerung von Toron erhielt Konrad Nachricht, dass sowohl Kaiser Heinrich in Sizilien an der Malaria, als auch Papst Coelestin III. gestorben waren. Daraufhin ließ er die Belagerung abbrechen und bereitete die Heimkehr vor, da er wegen des jungen Alters von Heinrichs Sohn Friedrich II. Thronstreitigkeiten befürchtete, obwohl dieser seit 1196 als Nachfolger bestimmt war.
Vor der Abreise war Konrad am 5. März 1198 an der Umwandlung der im Lager von Akko gegründeten Hospitalgenossenschaft in den Deutschen Orden beteiligt. Papst Innozenz III. gab dieser Umwandlung der Hospitalgenossenschaft im Jahre 1198 seine Zustimmung.
Zur Jahresmitte 1198 traf Konrad in Thüringen mit Philipp von Schwaben zusammen, dem Bruder Heinrichs VI., der in der Doppelwahl von 1198 von der staufischen Partei zum König gewählt worden war und der ihn als Reichskanzler bestätigte. Eine Minderheit wählte den Welfen Otto IV.

### Bischof von Würzburg
Noch während seines Aufenthalts im Heiligen Land war Konrad auch zum Bischof von Würzburg gewählt worden. Papst Innozenz III., der auf der Seite des Welfen Otto IV. stand, warf ihm Ämterhäufung vor und forderte ihn auf, sein neues Bistum wieder aufzugeben. Da sich Konrad jedoch weigerte, wurde er im folgenden Jahr exkommuniziert. Nachdem er bereits 1199 das Bistum Hildesheim aufgegeben hatte, verzichtete Konrad auch auf Würzburg und reiste nach Italien, um beim Papst Abbitte zu leisten. Der Papst erteilte ihm die Absolution und bestätigte ihn als Bischof von Würzburg.
Nach dem Besuch beim Papst wechselte Konrad auf die Seite des Welfen Otto IV. Im Zuge der Auseinandersetzungen zwischen Staufern und Welfen befestigte Konrad die Festung Marienberg in Würzburg und gründete 1200 die Stadt Karlstadt zur Verteidigung des Territoriums des Würzburger Bistums gegen die Grafen von Rieneck. Die Stadt wurde nach italienischem Vorbild planmäßig mit nahezu rechteckigem Grundriss angelegt.
Nachdem Konrads Schultheiß Eckard von Angehörigen des Ministerialengeschlechts der Ravensburger erschlagen wurde, ließ Bischof Konrad ihren Würzburger Hof zerstören und erlegte ihnen eine hohe Geldstrafe auf. Die Ravensburger hatten sich aufgrund ihrer Verwandtschaft zu Heinrich von Kalden Straffreiheit erhofft und begannen nun über den Reichsmarschall am Königshof gegen Konrad zu intrigieren. König Philipp begann seinem Kanzler zu misstrauen, weil dieser so schnell sein Bistum vom Papst zurückerhalten hatte und auf die Seite der Welfen wechselte.

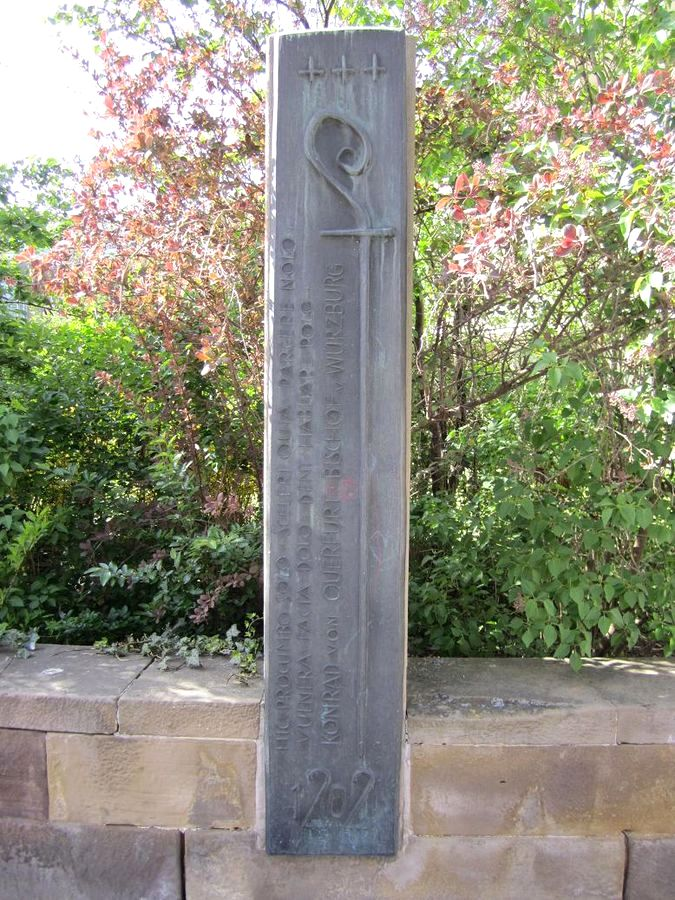
Denkmalsäule für Konrad von Querfurt (Standort bis 2015)
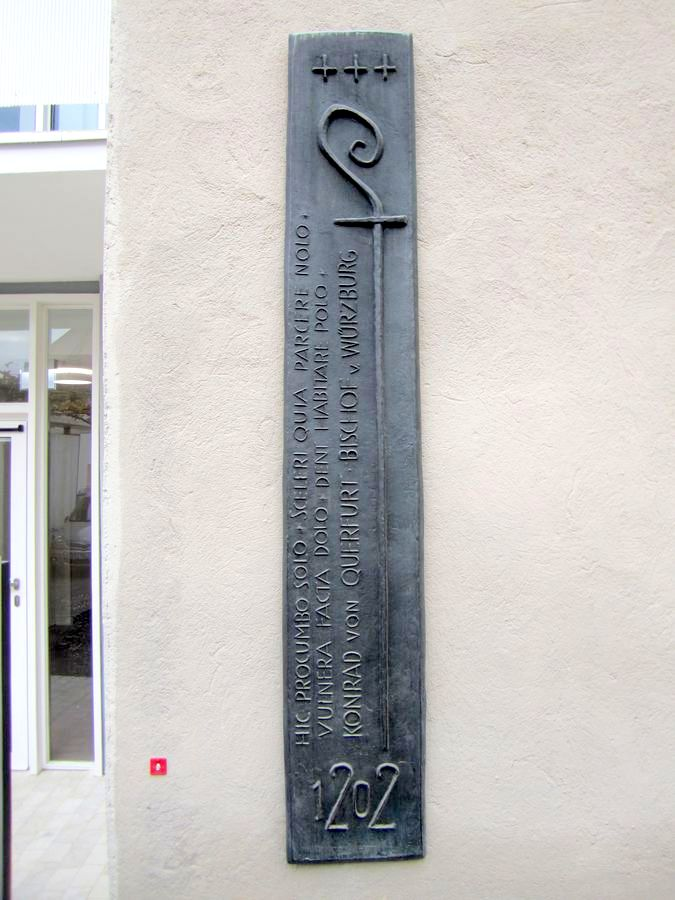
Denkmalsäule für Konrad von Querfurt (Standort ab 2015)

Daraufhin zog sich Konrad aus der Reichspolitik zurück und widmete sich der Verwaltung seines Bistums, wobei er sich durch großen Scharfsinn und sein organisatorisches Talent auszeichnete. Am 3. Dezember 1202 wurde er jedoch in Würzburg von Bodo von Ravensburg und Heinrich von Falkenberg auf dem Weg zum Dom ermordet. Konrad wurde in der Domkrypta beigesetzt. Zur Erinnerung wurde an der Stelle der Mordtat am Würzburger Dom ein Lichtstock errichtet, der heute (2024) allerdings nicht mehr vorhanden ist. Dieser war teilweise als älteste nachweisbare Totenleuchte Deutschlands bezeichnet worden, obwohl er laut Franz Hula keine Totenleuchte ist. An ihrer Stelle befindet sich heute ein Denkmal am Burkardushaus mit einer im Jahr 1953 von Julius Bausenwein gestalteten bronzenen Schriftplatte zur Erinnerung an die Ermordung des Bischofs Konrad von Querfurt. Ihre Inschrift lautet: 

„HIC PROCUMBO SOLO SCELERI QUIA PARCERE NOLO – VULNERA FACTA DOLO DENT HABITARE POLO – KONRAD VON QUERFURT BISCHOF v. WÜRZBURG. (Übersetzung: Hier falle ich zu Boden, weil ich das Verbrechen nicht übergehen will. Die durch Hinterlist beigefügten Wunden mögen mich im Himmel wohnen lassen.)“

Die Stele befand sich bis 2015 freistehend an der Mauerumfassung des Rasens vor dem Burkardushaus und wurde danach in die Mauer des Hauses eingelassen und ist Eigentum des Bischöflichen Stuhls.

## Rezeption
Der Würzburger Bischofsmord wird in dem von der Mundartdichterin Reineldis Roth verfassten historischen Schauspiel Gebrochene Schwingen thematisiert, welches seit 1995 jährlich im Sommer in Erlabrunn aufgeführt wird.